# Dalma Mancilla
Dalma Mancilla (Córdoba, 22 de julio de 1997) es una futbolista argentina que juega de mediocampista en el Club Atlético Belgrano de la Primera División.

## Trayectoria
Dalma creció jugando en el Club Banfield, donde no existía una división femenina, por lo que jugaba con varones. Pronto tuvo un paso fugaz por el Club Atlético Talleres y finalmente se fue a Club Unión San Vicente donde compitió por primera vez en LCF.
Le llegó el llamado de Belgrano donde jugó alrededor de 7 años.
Luego de un breve paso por Atlético MEDEA Club se fue a vivir a Catamarca donde vistió la camiseta de Club Deportivo Rivadavia (Mendoza) y San Lorenzo de Alem (Mendoza), siendo destacada como mejor jugadora de la liga.
En 2020 regresa a su ciudad natal para formar parte del plantel de Camioneros que recientemente había ascendido a la primera a de la Liga Cordobesa de Futbol.
El 2021 le daría la oportunidad de dar el salto a la Primera División de AFA integrando el plantel del SAT.
Una nueva etapa como profesional llegó en el 2022 cuando es fichada por el Rosario Central.
Tras no poder ganar minutos en Rosario, Dalma volvió a Belgrano, que había ascendido a primera.